# Lincoln MKS
 (février 2024).
Si vous disposez d'ouvrages ou d'articles de référence ou si vous connaissez des sites web de qualité traitant du thème abordé ici, merci de compléter l'article en donnant les références utiles à sa vérifiabilité et en les liant à la section « Notes et références ».
La Lincoln MKS est une voiture luxueuse du constructeur américain Lincoln. Cette voiture vaut environ 46 500 dollars canadiens pour l'année-modèle 2011.

## Moteur
La Lincoln MKS a deux choix de moteurs. Le premier est un V6 de 3,7 litres qui développe 273 chevaux. Le deuxième est un moteur V6 de 3,5 litres bi-turbo (EcoBoost) qui développe 355 chevaux.

## Sécurité
La Lincoln MKS possède les freins ABS, l'assistance au freinage, l'antipatinage et le contrôle électronique de la stabilité. Elle possède aussi six coussins gonflables (frontaux, latéraux avant et rideaux latéraux).

## Transmission
La Lincoln MKS a une transmission automatique à six rapports avec mode manuel.

## Direction
La Lincoln MKS a deux choix de directions. Le premier est une direction à pignon et crémaillère. Le deuxième est une direction assistée.

## Informations supplémentaires
Caractéristiques de la Lincoln MKS :
- empattement de 2 868 millimètres ;
- longueur de 5 184 millimètres ;
- largeur de 2 172 millimètres ;
- hauteur de 1 565 millimètres ;
- poids de 1 940 kilogrammes ;
- diamètre de braquage de 12,1 mètres ;
- réservoir de carburant de 72 litres.